# Jonas Trampedach
Jonas Trampedach (født 1974 i København) er en dansk industriel designer. Efter at have færdiggjort sin uddannelse i London, flyttede han tilbage til Danmark i 2010, hvor han etablerede sin egen tegnestue og har indgået i projekter med blandt andet Hay og Kähler Keramik.

## Baggrund og uddannelse
Jonas Trampedach blev født i 1974 i København. Han er søn af kunstneren Kurt Trampedach og Annette Trampedach. Jonas Trampedach arbejdede i sine unge år med køb og salg af antikviteter og tilegnede sig her grundlæggende viden om møbler og artefakter.. Jonas blev bachelor fra Danmarks Designskole i 2004 og siden Master i Produktdesign fra Royal College of Art i London i 2009. Umiddelbart herefter fik han to af sine afgangsprojekter sat i produktion.

## Karriere
Efter at være vendt tilbage til København i 2010 åbnede Trampedach tegnestue i eget navn, hvor han udvikler møbler og produkter. Blandt studiets projekter kan nævnes 'Rivet'-serien i aluminium for Frama, 'Ypperlig' monoblok plastikstolen for HAY/IKEA og 'Moby'-lamperne, designet i samarbejde med Birgitte Due Madsen, disse er i produktion hos Karakter.
I dag har Jonas Trampedach møbler i produktion hos den svenske møbelgigant IKEA samt Arco, Hay, Fredericia Furniture, Karakter og Frama.

## Udmærkelser
Jonas Trampedach vandt i 2016 sølvmedalje ved Kunsthåndværkerprisen sammen med designer Birgitte Due Madsen. Trampedach blev derudover nomineret til ´Årets Designer' ved Design Awards i 2018.